# Troy Smith

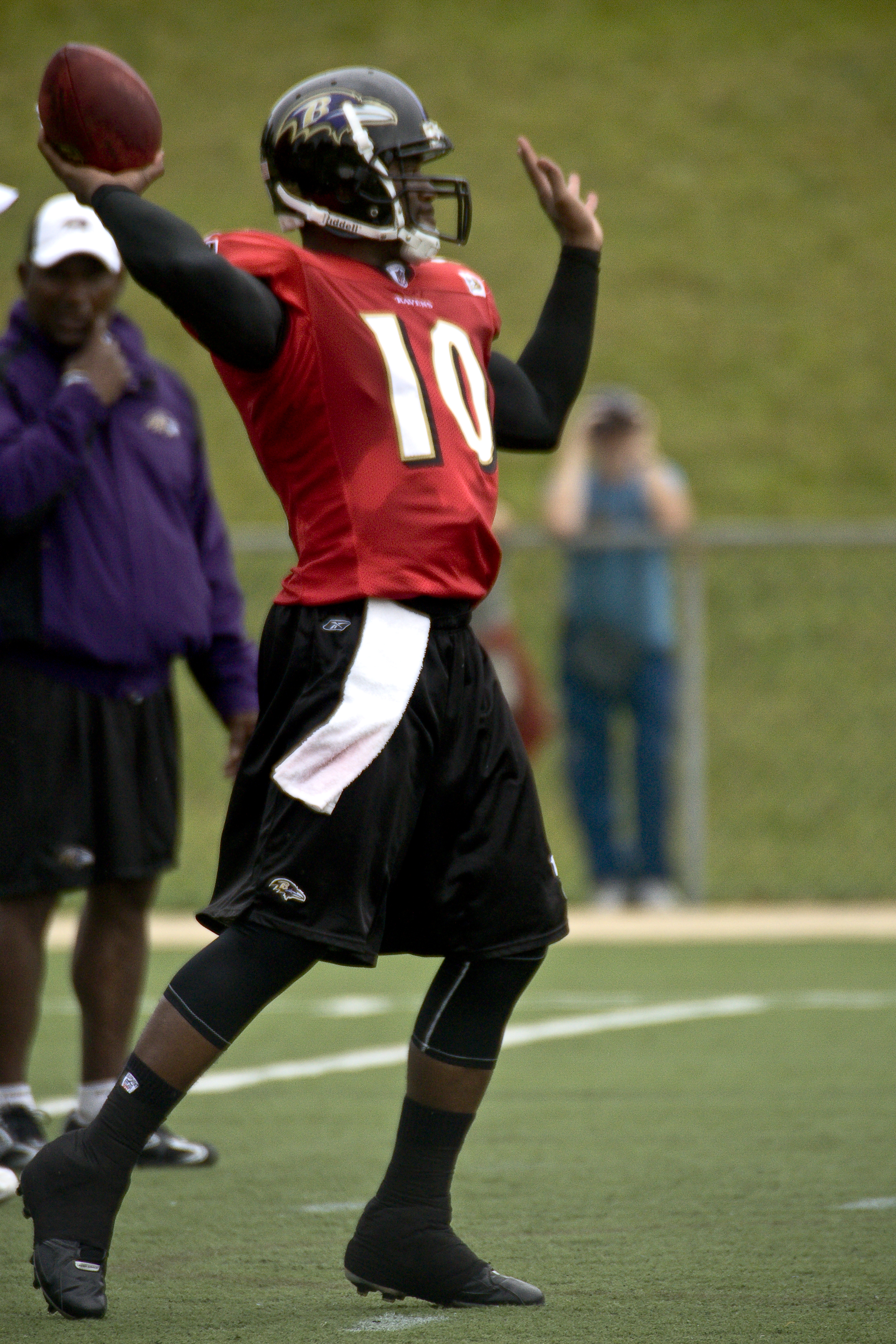
Troy Smith

Troy Smith (20 de Julho de 1984, em Cleveland, Ohio, EUA) é um ex jogador de futebol americano que atuava como quarterback na National Football League. Ele jogou futebol americano universitário pela Ohio State University de 2004 a 2006 e acabou vencendo o Heisman Trophy de melhor jogador universitário em 2006.

## Números como profissional
| Passando  | Passando      | Passando | Passando | Passando | Passando | Passando | Passando | Passando | Passando | Passando | Passando | Correndo | Correndo | Correndo | Correndo | Recebendo | Recebendo | Recebendo |
| Temporada | Time          | Jogos    | Ten      | Comp     | Pct%     | Jardas   | JPJ      | Lg       | TD       | Int      | Rating   | Ten      | Jardas   | Lg       | TD       | Rec       | Jardas    | TD        |
| --------- | ------------- | -------- | -------- | -------- | -------- | -------- | -------- | -------- | -------- | -------- | -------- | -------- | -------- | -------- | -------- | --------- | --------- | --------- |
| 2007      | Baltimore     | 4        | 76       | 40       | 52.6%    | 452      | 5.9      | 79       | 2        | 0        | 79.5     | 12       | 54       | 14       | 1        | 0         | 0         | 0         |
| 2008      | Baltimore     | 6        | 4        | 3        | 75%      | 82       | 20.5     | 43       | 1        | 0        | 156.2    | 9        | 24       | 8        | 0        | 1         | 36        | 0         |
| 2009      | Baltimore     | 4        | 9        | 5        | 55.6%    | 24       | 2.7      | 9        | 0        | 1        | 21.3     | 8        | 31       | 15       | 1        | 0         | 0         | 0         |
| 2010      | San Francisco | 6        | 145      | 73       | 50.3%    | 1 176    | 8.1      | 66       | 5        | 3        | 77.8     | 23       | 121      | 16       | 1        | 0         | 0         | 0         |